# Nature

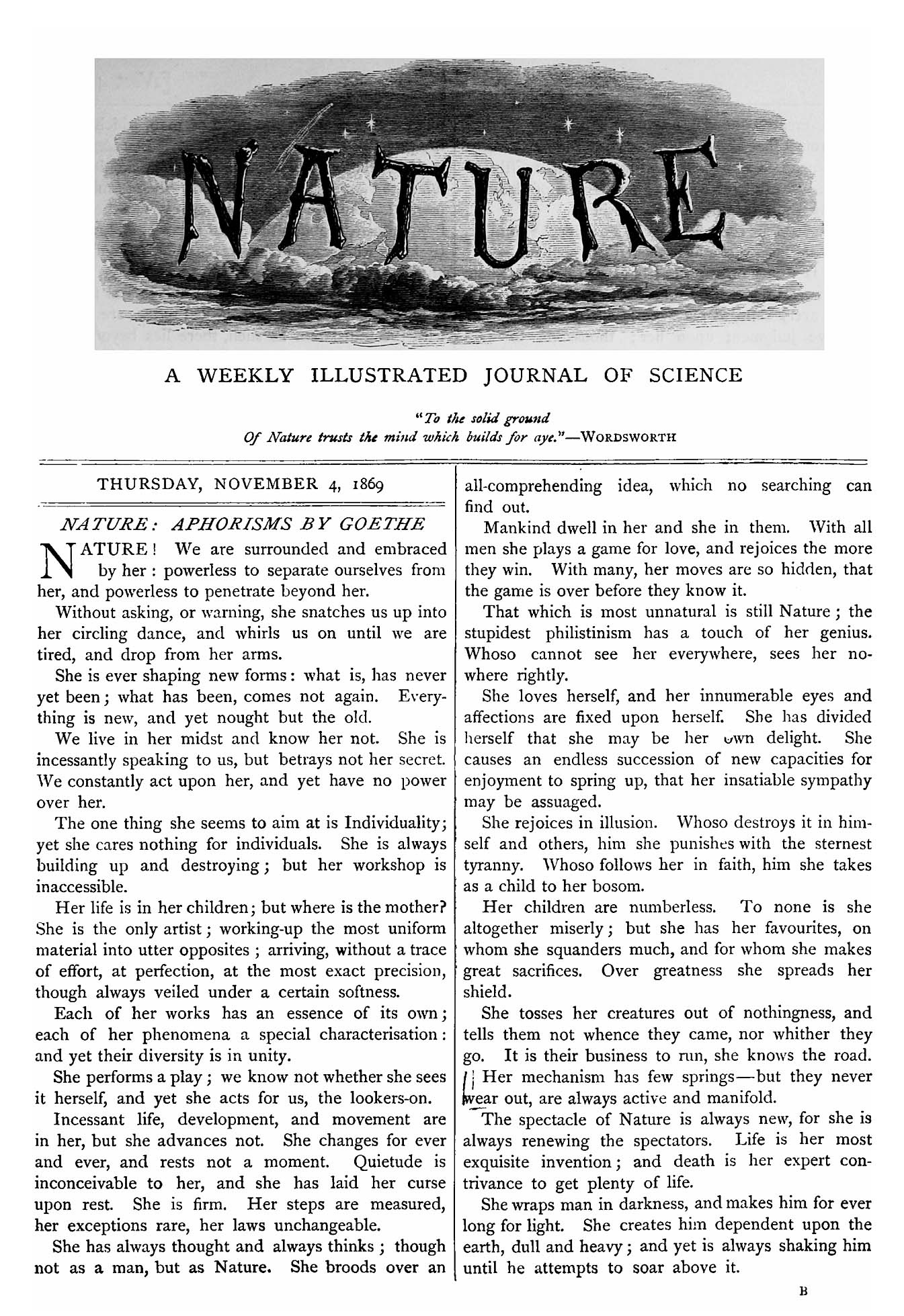
Die erste Titelseite vom 4. November 1869

Nature: a weekly journal of science ist eine wöchentlich erscheinende, englischsprachige Fachzeitschrift mit Themen aus verschiedenen, vorwiegend naturwissenschaftlichen Disziplinen. Nature war im Jahr 2014 die weltweit am meisten zitierte interdisziplinäre Fachzeitschrift entsprechend den Journal Citation Reports sowie die Zeitschrift mit dem höchsten Impact Factor in ihrer Kategorie. Sie ist neben der US-amerikanischen Science die weltweit angesehenste Zeitschrift für Naturwissenschaften.

## Übersicht
Das Journal richtet sich an Wissenschaftler, jedoch machen Zusammenfassungen am Anfang jeder Ausgabe wichtige Publikationen auch für die interessierte Öffentlichkeit verständlich.
Das Editorial und der Bereich „News Articles“ berichten über Themen, die für Wissenschaftler von fachübergreifendem Interesse sind (z. B. Forschungsförderung). Darüber hinaus besteht jede Ausgabe aus Originalpublikationen, die Fachkenntnisse voraussetzen.
Das Publizieren eines Artikels in Zeitschriften wie Nature oder Science ist sehr prestigeträchtig, da die Artikel im Schnitt sehr oft zitiert werden und einen hohen Grad an Aufsehen auch über die einzelnen Fachgrenzen hinaus erregen.
2007 wurde die Zeitschrift gemeinsam mit Science mit dem Prinz-von-Asturien-Preis ausgezeichnet.

## Publikation
Die erste Ausgabe von Nature wurde am 4. November 1869 vom englischen Physiker Joseph Norman Lockyer herausgegeben und erschien bei Macmillan. Im ersten Artikel erschien eine englische Übersetzung des Essays Die Natur von Johann Wolfgang von Goethe. Bis 1919 war Lockyer auch der Chefredakteur des Journals. Von 1966 bis 1973 und von 1980 bis 1995 war John Maddox der Herausgeber.
Nature wird in Großbritannien von der Nature Publishing Group redigiert und in London herausgegeben. Nature verfügt über Büros in London, New York City, San Francisco, Washington, D.C., Tokio, Paris, München und Basingstoke.
Zudem existiert eine Reihe von Nature Reviews, z. B. Nature Reviews Genetics, Nature Reviews Cardiology, Nature Reviews Rheumatology oder Nature Reviews Cancer. Darüber hinaus gab NPG am 23. September 2009 bekannt, seine Liste von kostenpflichtigen Fachzeitschriften um eine frei zugängliche open-access-Publikation zu erweitern. Diese erscheint seit 2010 unter dem Titel Nature Communications und soll das gesamte wissenschaftliche Spektrum mit Schwerpunkt Physik, Chemie und Biowissenschaften abdecken.

## Verlag
Nature erscheint bei Macmillan Publishers, die von der Verlagsgruppe Georg von Holtzbrinck übernommen wurden. Die Zeitung erscheint in der Nature Publishing Group, die von Holtzbrinck in Springer Nature eingebracht wurde.

## Impact Factor
Der Impact Factor beträgt 50,0 und wird auf Platz 1 von 144 Zeitschriften geführt.

## Kritik
1973 kam es in Nature zu einer über mehrere Ausgaben hinweg reichenden Auseinandersetzung über den Zusammenhang von Rauchen während der Schwangerschaft und hierdurch verursachten Schädigungen des Fötus. Auslöser war ein Artikel in der Zeitschrift Concern des National Children's Bureau, in dem eine Studie erschienen war, der zufolge 1972 angeblich 1500 Babys in Großbritannien an den Folgen des Rauchens zu Tode gekommen seien. In einem Editorial in Nature vom 14. September 1973 wurde diese Studie als grob fehlerhaft kritisiert und davor gewarnt, sie als Argument zu nutzen, schwangere Raucherinnen vor dem Rauchen zu warnen: „Those who can stop smoking during pregnancy should be given every encouragement. But no social pressure should be brought to bear on those who do not wish to or are unable to stop.“ Im Gegenteil, der Verzicht aufs Rauchen könne sogar negative Folgen haben: „Cigarettes often keep both weight and nerves under control – it is quite possible that advice to stop smoking may have exactly the wrong effect on the mother's total health.“ In den folgenden Ausgaben von Nature wurden zahlreiche kritische Kommentare und ‚Gegen-Kommentare‘ veröffentlicht.